# Pelourinho de Sarzedas
O Pelourinho de Sarzedas localiza-se na freguesia de Sarzedas, município de Castelo Branco, distrito do mesmo nome, em Portugal.
Encontra-se classificado como Imóvel de Interesse Público desde 1933.
O pelourinho original, possivelmente contemporâneo do foral manuelino, foi destruído em finais do século XIX. Três fragmentos do remate, únicos elementos subsistentes, foram integrados na reconstituição efectuada em 1963. Apresenta um fuste octogonal decorado nos ângulos com bosantes. Sobre o capitel, também ele decorado por meias esferas, assenta um bloco cúbico de faces ornadas por motivos heráldicos muito erodidos, rematado por uma pirâmide.